# Leptogaster recurva
Leptogaster recurva là một loài ruồi trong họ Asilidae. Leptogaster recurva được Martin miêu tả năm 1964. Loài này phân bố ở vùng nhiệt đới châu Phi.